# 峰背村落遗址
峰背村落遗址，位于中国广东省湛江市廉江市良垌镇平坦峰背村，为湛江市廉江市的一个市级文物保护单位，类型为古遗址，公布时间为1987年12月1日。
峰背村落遗址的历史年代为新石器时代。